# Jaap Havekotte
Jacob (Jaap) Havekotte (Diemen, 16 maart 1912 – Hilversum, 23 april 2014) was een Nederlands langebaanschaatser en bedacht samen met Co Lassche de Vikingschaats, een lage noor. Schaatser Kees Broekman werd de eerste langebaanschaatser op Vikings. In 1972 werden alle wereldrecords geschaatst op schaatsen van Havekottes merk.

## Biografie
Als wedstrijdschaatser nam Havekotte in de jaren 40 verscheidene keren deel aan het Nederlands kampioenschap all-round (dat nog op natuurijs werd verreden en derhalve niet elk jaar plaatsvond). In 1940 eindigde hij op het in Groningen gehouden kampioenschap als zevende in het klassement. In 1941 nam hij niet deel, maar op het kampioenschap van 1942 won hij in Zutphen goud op de 5 en 10 km, en zilver in het algemeen klassement (achter Herman Buyen). In 1946 kwam hij in Heerenveen niet verder dan een negende plaats in het klassement, maar tijdens het op de Kralingse Plas in Rotterdam gehouden kampioenschap van 1947 werd hij nog derde allround achter respectievelijk Jan Langedijk en Frans Verbiezen. In 1946 won Havekotte één nationale titel op de korte baan.
Aan de Elfstedentocht heeft hij nooit meegedaan, maar wel hielp hij schaatsers die materiaalpech hadden. Na zijn schaatscarrière begon hij met Co Lassche in Amsterdam de Viking Schaatsenfabriek, die zich anno 2021 in Almere bevindt en wordt gerund door zijn zoon Jaap Havekotte jr. Lassche maakte de schaatsen en Havekotte hield zich bezig met de verkoop.
Hij overleed uiteindelijk op 102-jarige leeftijd.

## Vernoemingen
De burgemeester en wethouders van Diemen besloten op 21 februari 2012 een straat te vernoemen naar de toen bijna 100-jarige Havekotte in de nog te ontwikkelen nieuwbouwwijk Plantage de Sniep.

## Anekdote
Tijdens de Olympische Winterspelen van 1972 in Sapporo waren vader en zoon Havekotte als supporter aanwezig. Ard Schenk was zeer populair bij het Japanse publiek. Met zijn naam hadden zij echter grote moeite. Hij werd toegejuicht met de kreet "Heya Kenk - Heya Kenk". Jaap senior deed een verwoede poging hen de juiste uitspraak bij te brengen, maar het bleef "Heya Kenk"... Waarop Jaap junior droog opmerkte: "Het is maar goed dat Ansje Schut niet meerijdt…"

## Persoonlijke records
| Afstand      | Tijd    | Datum           | Baan           |
| ------------ | ------- | --------------- | -------------- |
| 500 meter    | 46,6    | 19 januari 1946 | Davos          |
| 1500 meter   | 2.30,0  | 20 januari 1946 | Davos          |
| 3000 meter   | 5.12,0  | 22 januari 1938 | Oslo           |
| 5000 meter   | 9.04,8  | 19 januari 1938 | Hamar          |
| 10.000 meter | 18.30,8 | 1946            | {{{baanlink}}} |

- International Standard Name Identifier: 0000 0003 9567 7243
- Nederlandse Thesaurus van Auteursnamen: 306636123
- Virtual International Authority File: 290402812